# Carrion (videogioco)
Carrion è un videogioco di genere avventura dinamica sviluppato dalla Phobia Game Studio e pubblicato dalla Devolver Digital per Microsoft Windows, macOS, Linux, Nintendo Switch e Xbox One il 23 luglio 2020. Descritto come un "gioco horror al contrario", il gioco permette di prendere il controllo di un mostro tentacolare il cui obiettivo è fuggire dalla struttura nella quale è rinchiusa, inseguendo e uccidendo gli umani sul suo cammino.

## Modalità di gioco
Il giocatore impersona un mostro rosso, amorfo e tentacolare fortemente simile alla Cosa e al verme Tubifex, che deve farsi strada in un laboratorio nel sottosuolo, attraversando condotti e divorando scienziati e soldati. Col progredire del gioco, oltre che a crescere a dismisura, è possibile ottenere power-up, tra i quali l'abilità di scattare, utile per attraversare barricate di legno e accedere ad aree altrimenti inaccessibili.

## Sviluppo
Carrion è stato sviluppato dalla Phobia Game Studio, una compagnia indie di Varsavia, in Polonia. Stando allo sviluppatore Sebastian Krośkiewicz, lo sviluppo è iniziato verso ottobre 2017. Il gameplay è stato mostrato per la prima volta al Game Developers Conference del 2018. Il 9 giugno 2019, è uscito un trailer ufficiale d'annuncio su YouTube da parte di Devolver Digital; quest'ultima ha poi promosso il gioco nella loro conferenza stampa all'E3 2019.

## Accoglienza
| Testata                             | Versione | Giudizio |
| ----------------------------------- | -------- | -------- |
| Metacritic (media al 31 marzo 2021) | NSwitch  | 76/100   |
| Metacritic (media al 31 marzo 2021) | PC       | 75/100   |
| Metacritic (media al 31 marzo 2021) | XONE     | 76/100   |
| Destructoid                         | PC       | 8/10     |
| Easy Allies                         | PC       | 6/10     |
| Game Informer                       | PC       | 7.25/10  |
| GameSpot                            | Tutte    | 7/10     |
| Hardcore Gamer                      | Tutte    | [ 18 ]   |
| IGN                                 | Tutte    | 7/10     |
| Multiplayer.it (ITA)                | Tutte    | 8.0/10   |
| PC Gamer (USA)                      | PC       | 72/100   |

Carrion ha ricevuto un'accoglienza generalmente positiva su Nintendo Switch, PC e Xbox One stando alle recensioni aggregate sul sito web Metacritic. È stato nominato come Miglior Gioco di Esordio e Miglior Indie al The Game Awards 2020.